# Batalla del Valle de Maíz
La Batalla del Valle de Maíz fue una acción militar de la Guerra de Independencia de México, efectuada el 8 de junio de 1817, en el actual municipio de Ciudad del Maíz, San Luis Potosí. Los insurgentes comandados por el general Francisco Xavier Mina y que escoltaban a miembros del Congreso Mexicano derrotaron a las fuerzas realistas compuestas de 400 hombres y comandadas por el capitán Villaseñor. Al término de la batalla, Mina se hizo de muchas armas y caballos. Esta fue la primera batalla sostenida por Mina en territorio mexicano.